# Lenomyrmex

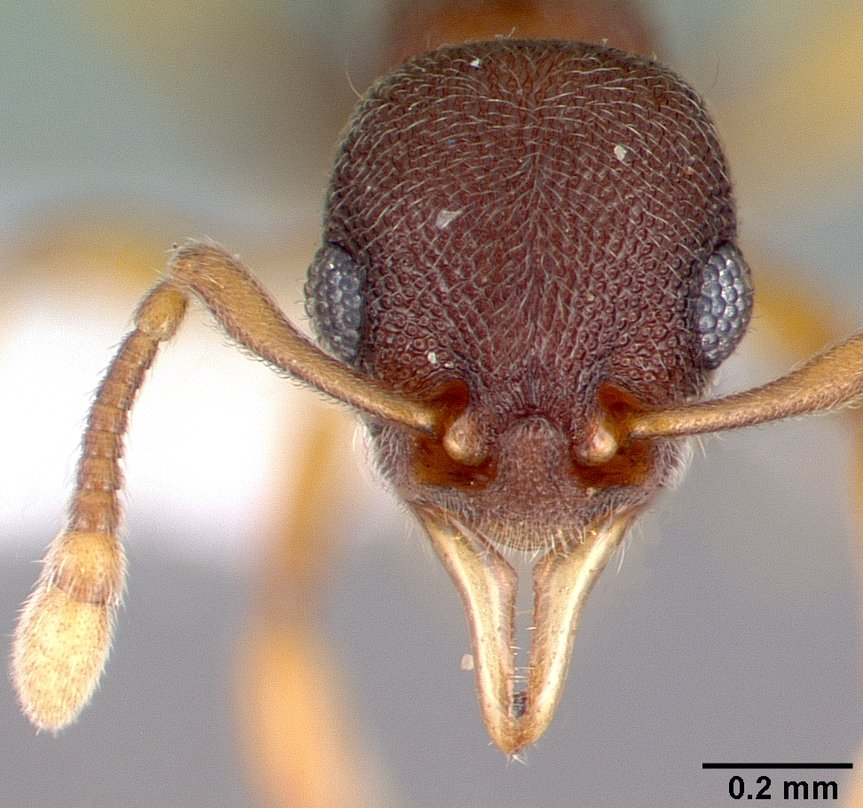
Lenomyrmex wardi

Lenomyrmex (лат.) — род мелких муравьёв (Formicidae) из подсемейства Myrmicinae.

## Распространение
Неотропика.

## Описание
Мелкие муравьи (длина около 3—4 мм) коричневого и чёрного цвета. Мандибулы вытянутые с 10-20 микрозубчиками. Усиковых впадин нет. Петиоль с длинным стебельком. Мандибулы вытянутые, гладкие с многочисленными микрозубчиками (до 12). Усики 11-члениковые (булава 2-члениковая), усиковых бороздок нет. Сложные фасеточные глаза крупные (у Lenomyrmex hoelldobleri состоят из 15 фасеток в самом длинном ряду. Нижнечелюстные щупики состоят из 2 члеников, а нижнегубные из двух сегментов. Заднегрудка у многих видов вооружена длинными проподеальными шипиками (без шипиков лишь у L. foveolatus). Стебелёк между грудкой и брюшком состоит из двух члеников: петиолюса и постпетиолюса (последний чётко отделён от брюшка), жало развито. Петиоль с длинным стебельком и хорошо развитым узелком. На груди развит метанотальный шов. Большая часть тела (кроме гладкого и блестящего брюшка) у многих видов покрыта глубокими продольными бороздками (гладкая лишь у L. foveolatus и L. inusitatus) и длинными отстоящими волосками. Голени средних и задних ног без шпор.
Самцы неизвестны, а матки описаны только у трёх видов: Lenomyrmex inusitatus, L. mandibularis и L. wardi.

## Систематика
7 видов. Первоначально авторы описания (Fernández & Palacio, 1999) отнесли род к трибе Pheidolini, затем его выделили в самостоятельную трибу Lenomyrmecini Bolton, 2003, а в 2015 году после глобальной реклассификации всех мирмицин включили в укрупнённую трибу Attini.
- Lenomyrmex colwelli Longino, 2006[5]
- Lenomyrmex costatus Fernandez & Palacio G., 1999
- Lenomyrmex foveolatus Fernandez & Palacio G., 1999
- Lenomyrmex hoelldobleri Rabeling et al., 2016[2].
- Lenomyrmex inusitatus Fernandez, 2001
- Lenomyrmex mandibularis Fernandez & Palacio G., 1999 typus
- Lenomyrmex wardi Fernandez & Palacio G., 1999